# Международная федерация по железобетону
Международная федерация по железобетону (ФИБ — фр. Fédération Internationale du Béton (fib), англ. International Federation for Structural Concrete, также упоминается в русскоязычной литературе как Международная федерация по конструкционному бетону) — международная общественная организация по содействию научным исследованиям и практическому применению бетона и железобетона в строительстве.
Федерация образована в 1998 году путём слияния двух общественных организаций — «Европейского комитета по бетону и железобетону» (EKБ — фр. Comité Euro-International du Béton (CEB), англ. Euro-International Concrete Committee) и «Международной федерации по преднапряженному железобетону» (ФИП — фр. Fédération Internationale de la Précontrainte (FIP), англ. International Federation for Prestressing) — созданных в начале 1950-х годов по инициативе европейских ученых, производителей товарного бетона и строительных подрядчиков.

## Цель деятельности
Главной целью fib является содействие международному сотрудничеству в области научных исследований и производственной деятельности, направленной на улучшение технических, экономических, эстетических и экологических характеристик бетона, применяемого в строительстве. Достижение поставленной цели осуществляется следующими путями:
- стимулирование научных исследований;
- синтез результатов исследований и практического опыта;
- разработка рекомендаций по проектированию и сооружению железобетонных конструкций;
- распространение накопленных знаний посредством публикаций, руководящих документов, международных конгрессов и симпозиумов, информирование членов федерации о последних достижениях в области бетона;
- тесное сотрудничество с существующими международными профессиональными организациями и организациями по стандартизации.

## Структура
Управляющим органом fib является Генеральная ассамблея, в состав которой входят главы национальных делегаций федерации. Генеральная ассамблея созывается не реже одного раза в два года (как правило, ежегодно). Она несет ответственность за разработку официальных статей устава fib, выборы исполнительных органов федерации, официально утверждает основные документы и финансовую отчетность.
Генеральная ассамблея имеет Технический совет, в состав которого входят все главы национальных делегаций, председатели Комиссий, представители исполнительных органов федерации. Технический совет заседает один или два раза в год, принимает участие в издании методических документов, касающихся технической деятельности, и оказывает помощь в координации действий, направленных на вложение средств в научные исследования.
Исполнительным органом федерации является Президиум во главе с Президентом. Текущими делами федерации ведает Секретариат fib, штаб-квартира которого располагается в Лозанне.

## Членство СССР и России
После того, как СССР официально стал членом предшественника fib — Международной федерации по преднапряженному железобетону (ФИП) — на базе Комиссии по предварительно напряженному железобетону при Академии строительства и архитектуры СССР был сформирован Национальный комитет (НК) ФИП СССР. Председателем Национального комитета ФИП стал К.В. Михайлов. НК ФИП  со временем превратился в авторитетную научно-техническую организацию. Активизировалось участие советских специалистов в технических комитетах, конгрессах и симпозиумах ФИП. Если в конгрессе ФИП в Риме в 1962 г. участвовали только 6 специалистов из СССР, то спустя четыре года на конгрессе в Париже советская делегация насчитывала 82 человека. Советские ученые К.В. Михайлов, Г.И. Бердический, Л.В. Захаров, Ю.С. Волков, Н.А. Маркаров, В.Г. Крамарь, В.А. Якушин и другие активно участвовали в работе федерации, пополняя мировой опыт применения железобетона в строительстве.
Ежегодно созывались сессии  Национального комитета ФИП СССР в форме научно-практических конференций и семинаров, организовывались поездки советских и российских специалистов на конгрессы и симпозиумы ФИП, проводились аналогичные мероприятия ФИП в разных городах СССР (Москва, Тбилиси, Ленинград). НК ФИП СССР имел филиалы во многих союзных республиках, а также на Урале, в Сибири и на Дальнем Востоке.
В 1991 г. Национальный комитет ФИП СССР влился во вновь созданную научно-техническую общественную организацию Ассоциация «Железобетон», а К.В. Михайлов стал её первым президентом. В состав Ассоциации также вошел и национальный комитет другого учредителя нынешней fib - Европейский комитет по бетону и железобетону (ЕКБ). Объединенный Национальный комитет ФИП-ЕКБ возглавил Р.Л. Серых. При слиянии этих международных организаций и образовании fib в 1998 году руководителем Национальной группы стал А.И. Звездов, а с 2006 года - В.Р. Фаликман.

## Признание заслуг советских ученых
- А. А. Гвоздев (1897—1986) — почетный пожизненный член ЕКБ с 1980 г.;
- В. В. Михайлов (1901—1990) — лауреат медали им. Эжен Фрейсине (1974 г.);
- К. В. Михайлов (1913—2009) — почетный пожизненный член ФИП с 1988 г.
- В. Р. Фаликман — почетный пожизненный член ФИБ с 2016 г.